# Arnau Puigmal
Arnau Puigmal Martínez (Barcellona, 10 gennaio 2001) è un calciatore spagnolo, centrocampista dell'Almería.

## Carriera

### Club

#### Gli inizi
Nato a Barcellona, ha iniziato a giocare nel Penya Blaugrana Sant Cugat del Vallès e nel 2010 è entrato a far parte del settore giovanile dell'Espanyol. Nel maggio 2017, dopo essersi messo in mostra con la formazione Cadete A, viene acquistato dal Manchester Utd.

#### Manchester United
Dopo il suo arrivo allo United nell'estate del 2017, ha inizialmente fatto parte della formazione Under-18, prima di firmare il suo primo contratto da professionista con il club il 12 gennaio 2018. Nel 2019 viene aggregato alla formazione Under-23 e il 1º ottobre seguente ha fatto il suo esordio, venendo schierato come terzino nell'incontro vinto per 1-0 contro il Lincoln City nell'EFL Trophy.
Realizza la sua prima rete il 9 settembre 2020, in occasione dell'incontro vinto per 6-0 contro il Salford City. Il 4 gennaio successivo, viene annunciato tra gli otto giocatori svincolati in seguito alla scadenza del contratto.

#### Almería
Il 9 luglio 2021 viene ingaggiato dall'Almería, firmando un contratto quinquennale. Il 16 agosto seguente ha fatto il suo esordio tra i professionisti, subentrando nel secondo tempo a Largie Ramazani nell'incontro vinto per 3-1 contro l'FC Cartagena in Segunda División.

### Nazionale
Ha rappresentato le nazionali giovanili spagnole Under-17, Under-18 ed Under-19.

## Statistiche

### Presenze e reti nei club
Statistiche aggiornate al 30 settembre 2022.
| Stagione        | Squadra         | Campionato      | Campionato | Campionato | Coppe nazionali | Coppe nazionali | Coppe nazionali | Coppe continentali | Coppe continentali | Coppe continentali | Altre coppe | Altre coppe | Altre coppe | Totale | Totale |
| Stagione        | Squadra         | Comp            | Pres       | Reti       | Comp            | Pres            | Reti            | Comp               | Pres               | Reti               | Comp        | Pres        | Reti        | Pres   | Reti   |
| --------------- | --------------- | --------------- | ---------- | ---------- | --------------- | --------------- | --------------- | ------------------ | ------------------ | ------------------ | ----------- | ----------- | ----------- | ------ | ------ |
| 2021-2022       | Almería         | SD              | 33         | 5          | CR              | 1               | 0               |                    | -                  | -                  |             | -           | -           | 34     | 5      |
| 2022-2023       | Almería         | PD              | 5          | 0          | CR              | 0               | 0               |                    | -                  | -                  |             | -           | -           | 5      | 0      |
| Totale carriera | Totale carriera | Totale carriera | 38         | 5          |                 | 1               | 0               |                    | -                  | -                  |             | -           | -           | 39     | 5      |

## Palmarès

### Club

#### Competizioni nazionali
- Segunda División: 1

Almería: 2021-2022